# Han Shuli (artiste)
Pour les articles homonymes, voir Han Shuli.
Han Shuli (chinois simplifié : 韩书力 ; chinois traditionnel : 韓書力 ; pinyin : Hán shūlì), né en novembre 1948, est un artiste contemporain et homme politique chinois de nationalité Han.
Membre du Parti communiste chinois il est président et secrétaire adjoint du Groupe de direction du Parti de la Fédération des cercles littéraires et artistiques de la région autonome du Tibet, et membre des 10e, 11e et 12e Comité national de la Conférence consultative politique du peuple chinois.
Il exprime la création du peintre, en six caractères chinois : « 画什么，怎么画 » (Que peindre, comment peindre).
Son sujet de prédilection est le Tibet où il a passé plusieurs années. Il s'y inspire notamment des thangka. Son travail serait, selon ses propres déclarations, très apprécié de ses compatriotes tibétains,.
Il dirige l'Association d'art du Tibet.

## Biographie
Il naît en novembre 1948 à Pékin, dernière année de la République de Chine (1912-1949), avant la victoire du parti communiste sur le parti nationaliste, et la proclamation de la République populaire de Chine, le 1er octobre 1949.
Il étudie à l'Académie centrale des beaux-arts de Chine.
Il arrive à l'automne 1973, à l'âge de 25 ans, il part en bateau des rives de l'Amour (Heilong jiang en chinois) et part à la frontière du Tibet. Pendant l'hiver de 1973, il arrive en Tibet où il passera 43 ans. Il y conçoit ce qui allait devenir, pour Clare E. Harris, l'une des images les plus marquantes de l'ère de la révolution culturelle au Tibet : le président Mao envoie ses émissaires, une œuvre typiquement maoïste.
En 1996, il peint, avec Yu Xiaodong (徐晓东) et Ngawang Dragpa (tibétain : ངག་དབང་གྲགས་པ, Wylie : ngag dbang grags pa), « Jinpin che qian » (金瓶掣签, jīnpíng chè qiān, « Tirer un billet de l'urne d'or »), où il représente le tirage de l'urne d'or, à laquelle a participé Bomi Rinpoché, et où Gyaincain Norbu a été désigné, retranscrivant en peinture une procédure mise en place par l'empereur mandchou Qianlong en 1792, pour choisir le panchen lama. Ainsi, selon les mots du tibétologue Ronald Schwartz, « cet événement inventé et forcé prend l'apparence de quelque chose de solide et de sûr. ».
Il gagne une médaille d'or en 1980 à l'Exposition d'art national, pour sa bande dessinée, bāng jǐn měi duǒ 《邦锦美朵》,.
En octobre 2013, pour l'anniversaire des 40 ans de son entrée au Tibet, une rétrospective (韩书力进藏40年绘画展) des 40 ans qu'il y a passé à voyager et à peindre, lui est consacrée au Musée d'art national de Chine, à Pékin, 90 de ses œuvres y sont présentées, elle devait ensuite être exposée à Macao et Taïwan.
Il est exposé à Pékin, dans l'exposition collective, Ode au Tibet (云中藏歌), du 4 au 15 décembre 2013 au Times Art Museum de Pékin.
Le même mois, il gagne à Paris, le prix d'argent de la foire internationale d'art du Louvre en 2013, pour son œuvre Foresight et est présenté par les médias chinois comme un « célèbre artiste tibétain ».  
Il expose de nouveau à Macao en avril 2017, au musée d'art de Macao.

## Œuvres

### Peintures
- 毛主席派人来 « Les envoyés du président Mao arrivent »[15]. C'est également le titre d'une chanson sur une musique de Li Shujun (李淑君) et Xie Yisheng (谢忆生), et des paroles de Yan Shutian (阎树田)
- 胸有朝阳 « Soleil levant dans la cœur », encre en couleur, 103.5 × 203 cm, 1974[16]
- 高原祥云-和平解放西藏 « plateau des nuages auspicieux - paisible Tibet libéré », encre sur rouleau, 390*280 cm 2009[17]
- 雪霁 éclaircie après la neige, encre sur rouleau, 70*70 cm, 2010[18]

### Publications
- (zh) 韩书力, 西藏风马旗, 人民美术出版,‎ 1995 (ISBN 9787102014678)
- (zh) 韓書力, 韓書力繪畫選 (collection de peintures par Han Shuli), 台北市, 藝術家,‎ 2012 (ISBN 9789862820759)
- (zh) 韓書力, 韩书力西藏画集, 人民美术出版社,‎ 2015 (ISBN 9787102071268)